# Bitwa pod Morat
Bitwa pod Morat (Murten) – starcie zbrojne, które miało miejsce 22 czerwca 1476 roku.

## Wprowadzenie
W roku 1467 Karol Śmiały, książę Burgundii rozciągnął swoją władzę na terenach położonych pomiędzy Francją a Niemcami. W roku 1474 książę wplątał się w całą serię konfliktów z Francuzami, Habsburgami i tzw. starymi kantonami szwajcarskimi. Wojny te nazywane burgundzkimi miały doprowadzić do śmierci Karola i upadku księstwa Burgundii.
W roku 1476 Karol rozpoczął kampanię przeciwko Szwajcarom. Głównym jego celem było przede wszystkim zajęcie Berna i Fryburga, których mieszkańcy pustoszyli od roku 1474 przygraniczne ziemie burgundzkie. Armia Karola składała się m.in. z dużej liczby łuczników i setek dział. Główną jej siłę stanowili ciężkozbrojni rycerze, ciężka jazda i żołnierze uzbrojeni w arkebuzy.
Dnia 28 lutego 1476 r. po krótkim oblężeniu Burgundczycy zajęli miasto Grandson koło jeziora Neuenburger. Po zajęciu miasta książę wydał rozkaz powieszenia na pobliskich drzewach całej liczącej 412 ludzi szwajcarskiej załogi. W tym czasie Berno przygotowywało się do obrony. Miasto wystawiło do walki z Karolem znaczne siły. Dnia 2 marca 1476 r. pod Grandson doszło do bitwy, w której Szwajcarska piechota odniosła pierwsze wielkie zwycięstwo nad Burgundczykami.
W wyniku bitwy Szwajcarzy zdobyli kilkaset dział przeciwnika. Nie byli jednak w stanie ścigać uciekającego wroga, gdyż nie posiadali jazdy. Umożliwiło to ucieczkę Karolowi na czele reszty swoich rycerzy. Straty Burgundczyków w bitwie wyniosły 1000 ludzi. Po bitwie książę Burgundii zebrał swoje pobite, ale nie rozbite wojska, przygotowując się do nowej bitwy.
Na wniosek władz Berna, które wniosło największy wkład w pokonanie Burgundczyków pod Grandson, armia Szwajcarów ruszyła w ślad za przeciwnikiem. Jej celem było też zajęcie Waadtlandu. Szwajcarzy stale się wzmacniali. Z Fryburga przybyło 1000 ludzi pod wodzą Hansa Waldmanna z Zurychu. Karol tymczasem zbierał swoje siły w Lozannie, przygotowując nową kampanię przeciwko Bernu.
Obawiając się ataku burgundzkiego Berneńczycy wbrew woli rady miejskiej zajęli miasto Morat (Murten), w którym pozostawili garnizon w sile 2000 ludzi. Tym samym obie drogi prowadzące do Berna (przez Fryburg i Morat), którymi kierowaliby się Burgundowie zostały obsadzone przez Szwajcarów.

## Wojska Burgundii i Szwajcarów
Karol Zuchwały posiadał najnowocześniejszą armię w ówczesnej Europie. Siły te składały się z wojsk piechoty, kawalerii i artylerii. Piechotę reprezentowali angielscy łucznicy, cieszący się w owych czasach wielką sławą. Dodatkowo książę dysponował najnowocześniejszą artylerią w Europie. W maju 1476 r. władca dokonał reorganizacji armii w Lozannie, dzieląc ją na cztery aktywne i jeden rezerwowy korpus wojska. Na czele czterech korpusów aktywnych stali: książę de Afry, książę Tarentu, hrabia de Marle oraz Jakub Sabaudzki, książę Romontu. Korpusem rezerwowym dowodził Antoine Burgundzki (zwany Wielkim Bastardem).
Szwajcarzy preferowali własną taktykę walki, którą rozwinęli w walkach z Habsburgami w XIV w. W walkach przeciwko ciężkiej jeździe i opancerzonym rycerzom, formowali czworoboki i za pomocą pik skutecznie odpierali ataki jazdy. Taktykę Szwajcarów porównywano do greckiej falangi. Inną ważną bronią Szwajcarów była halabarda.
Po bitwie pod Grandson dnia 18 marca 1475 r. Szwajcarzy rozpoczęli przygotowania do nowej kampanii. Ich celem stało się całkowite zniszczenie wojsk przeciwnika w bitwie wszystkimi dostępnymi siłami. Szwajcarzy liczyli na licznych jeńców, za których zamierzali otrzymać znaczny okup. Jedyną słabością ich sił był brak głównodowodzącego z prawdziwego zdarzenia, potrafiącego zapanować nad wszystkimi grupami żołnierzy. Każda z grup posiadała bowiem własnego przywódcę, który preferował inną taktykę i strategię walki.

## Oblężenie Morat
W Lozannie, oprócz reorganizacji armii Karol musiał odbudować także artylerię, którą utracił pod Grandson. W czerwcu kierując się przez Waadt wyruszył w kierunku Berna. W grę wchodziły dwie drogi, po których jego tabor i artyleria mogły poruszać się bez przeszkód: przez Payerne-Murten lub przez Romont-Freiburg. W obu miastach stacjonowały garnizony przeciwnika, które należało po drodze pokonać. Karol zdecydował się w końcu na trasę przez Morat.
Dnia 9 czerwca 1476 r. wojska burgundzkie podeszły pod Morat. Kolejne dwa dni Burgundczycy poświęcili na przygotowania do oblężenia miasta. Miasto otoczyły trzy korpusy wojska, czwarty rezerwowy pilnował obozu położonego koło Bois Domingue, dominującego wzgórza w pobliżu Morat. W obozie mieściła się główna kwatera Karola Zuchwałego. Po wschodniej stronie książę ustawił swoją artylerię. Armaty miały bronić armię oblężniczą przed niespodziewanym atakiem z tyłu wykonanym przez wojska Berneńczyków. Dodatkowo nakazał Karol kilku swoim oddziałom, wyruszenie w kierunku Berna, którym to siłom nakazał zająć przyczółki na mostach przez Sense i Aare. Wojska te zostały jednak krwawo odparte przez siły Szwajcarów.
Oddziały szwajcarskie obozowały tymczasem w Ulmiz, gdzie ciągle nadciągały nowe posiłki z całego kraju. Przybyły kontyngenty wojsk z miast Strassburg, Colmar, Schlettstadt i Rottweil a także siły ze Schwarzwaldu dowodzone przez hrabiego von Greyerz i księcia Rene von Lothringen. Szczególnie cenne dla Szwajcarów były posiłki w postaci lotaryńskiej jazdy. Na koniec dotarło 2000 żołnierzy z Zurichu, którzy w nieprawdopodobnie szybkim tempie w przeciągu 3 dni dotarli dnia 22 czerwca do Ulmiz.
Szwajcarzy planowali rozpocząć bitwę jak najszybciej, obawiając się braków w zaopatrzeniu w przypadku dłuższego oczekiwania. Armia szwajcarska wzmocniona siłami sprzymierzonymi liczyła 25 000 ludzi w tym 1800 rycerstwa. Burgundczycy dysponowali siłami 23 000 ludzi, posiadali jednak lepsze uzbrojenie niż przeciwnik.
W międzyczasie rozpoczęło się oblężenie miasta, a artyleria burgundzka zniszczyła kilka bram miejskich. Załoga miasta dzięki energicznemu dowodzeniu Adriana von Bubenberga stawiła silny opór atakującym. Obrońcy wykorzystywali w walkach niemalże całą artylerię zdobytą na Burgundczykach pod Grandson. Ataki na miasto przyniosły wojskom Karola znaczne straty. Pomimo tych sukcesów, dłuższa obrona miasta skazana była na niepowodzenie. Obawiano się losu podobnego do tego jaki spotkał obrońców Grandson. Z niecierpliwością oczekiwano na pomoc z zewnątrz. Tymczasem w lasach na wschód od Murten siły szwajcarskie i lotaryńskie pod wodzą Hansa von Hallwyla i Hansa Waldmanna szykowały się do ataku.

## Bitwa pod Morat
Zwiadowcy burgundcy szybko donieśli władcy o nadciągających oddziałach Szwajcarów, ten jednak zignorował ich ostrzeżenia. Powodem tego było łatwe zdobycie jednej z pozycji przeciwnika.
Dnia 22 czerwca 1476 r. Szwajcarzy zebrali swoje siły i utworzyli szyk bitewny. Następnie rozpoczęli marsz przez Birchenwald w kierunku wroga. Po padającym całą noc silnym deszczu, w południe wyszło słońce, które zostało odebrane przez Burgundczyków jako dobry znak. W momencie ataku Szwajcarów, na pozycjach burgundzkich stały jedynie gotowa artyleria oraz trzy kompanie ordynansów. Bitwę rozpoczęła głośna kanonada z dział i wymiana strzałów z broni palnej. Według kroniki Etterlina, kawaleria pomknęła przez gęsty dym prochowy, musiała jednak wstrzymać impet ataku oczekując na tylną straż, która w tym czasie docierała na plac boju. Ostrzał artyleryjski był bardzo niecelny, zginęło zaledwie kilku jeźdźców. Pierwszy atak na pozycję obronną Burgundczyków, schowanych za wysoką palisada nie powiódł się, bronili się oni zaciekle, wysyłając do ataku swoją jazdę.
W momencie ataku kawalerii Burgundczyków, Szwajcarom ze Schwyz pod wodzą Dietricha von der Haldena udało się obejść stanowiska Burgundczyków za palisadą (tzw. Gruenhag). Prawdopodobnie były to wojska z przedniej straży biorące udział w pierwszym ataku, które skierowały się w prawo i przekraczając okopy pozycji artylerii, zaszły przeciwnika od tyłu. W obozie burgundzkim wszczęto alarm. Do ataku rzucono 4000 znajdujących się w obozie obrońców. Było już jednak za późno, gdyż w tej chwili zwarta masa Szwajcarów wpadła na palisadę, rozbijając przeciwników. W panice obrońcy zbyt wcześnie wystrzelili z posiadanej broni palnej. Około 15 000 Szwajcarów przetoczyło się jak taran przez obóz. Straż przednia skierowała się na południe od Murten przeciwko II korpusowi lombardzkiemu, spychając go w kierunku jeziora. Żołnierze z garnizonu miasta również dokonali wypadu na uciekających przez jezioro wpław Lombardczyków, których próbowano utopić korzystając z dwóch łodzi. Kolejny atak przypuściła kawaleria, która uderzyła na stanowisko księcia na Bodemuenzi. W tym miejscu opór stawili angielscy łucznicy, zostali jednak stratowani przez jazdę. W ataku polegli ich dowódcy: Grimberghe, Georges de Rosimbois i książę de Somerset.
W tej sytuacji Karol zarządził odwrót pozostałych wojsk, głównie jazdy z I i III korpusu. W obozie przeciwnika Szwajcarzy zdobyli wielki łup, który do dziś podziwiać można w Muzeum Historii w Bernie. Klęska Burgundczyków była całkowita. W bitwie stracili ok. 8000 ludzi. Straty Szwajcarów szacowane są na 410 zabitych.

## Znaczenie bitwy
Zwycięstwo pod Murten przybliżyło Szwajcarów do zakończenia wojny z Burgundią. Dzięki osłabieniu Burgundii, Francja stała się największym mocarstwem w Europie Zachodniej, a Austria mogła zająć ziemie w Niderlandach. Szwajcarzy, dzięki znakomitej piechocie stali się poważną siłą militarną w Europie. Żołnierze ci służyli często jako najemnicy w innych krajach. Bitwa uświadomiła także, że wyszkolona piechota (której jednakże brakowało w średniowieczu) może dorównywać mobilnością jeździe, a także z nią wygrywać.
W latach 1893–1894 namalowano panoramę bitwy pod Morat.

## Legenda o biegaczu spod Morat
Legenda mówi o szwajcarskim biegaczu, który podobnie jak jego słynny poprzednik spod Maratonu, przebył bardzo szybko z gałązką kwiatu lipowego odcinek z Murten do Fryburga (około 17 km). Po dotarciu do miasta, zdążył tylko wykrzyczeć słowa: Zwycięstwo, zwycięstwo!, po czym padł martwy na ziemię. W miejscu jego śmierci posadzono drzewo, tzw. Murtnerlinde (lipa murteńska). Po wymarciu drzewa, w jego miejscu przed ratuszem ustawiono pomnik, przypominający o tym zdarzeniu. Od roku 1933 na cześć biegacza organizowany jest tzw. bieg murteński.